# بچه‌های مرده (فیلم)
بچه‌های مرده (به انگلیسی: Dead Kids) یک فیلم دلهره‌آور فیلیپینی به کارگردانی میخائیل رد با بازی کلوین میراندا، ونس لارنا، سو رامیرز، خلیل راموس، جان سیلوریو، گابی پادیلا و مارکوس پترسون است. این فیلم در ۱ دسامبر ۲۰۱۹ از شبکه نتفلیکس منتشر شد.

## داستان
یک نوجوان که از نظر اجتماعی وضعیت خوبی ندارد با گروهی که جامعه آنها را نادیده گرفته، پیوند می‌خورد. آنها قصد ربودن بچه‌های پولدار متکبر مدارس را دارند تا اینکه نقشه آدم‌ربایی آنها کشنده می‌شود و …